# Mèo Grumpy
Mèo Grumpy (tiếng Anh: Grumpy Cat, sinh 4 tháng 4 năm 2012– mất 14 tháng 5 năm 2019), tên thật Tardar Sauce, là một con mèo và là con vật nổi tiếng internet được biết đến vì biểu cảm gương mặt của nó. Người chủ nó là Tabatha Bundesen nói rằng gương mặt gắt gỏng của nó là do chứng mèo lùn. Sự nổi tiếng của Grumpy Cat có nguồn gốc từ một hình ảnh được đưa lên Reddit bởi anh của Bundesen là Bryan vào ngày 22 tháng 9 năm 2012.